# Іваницька Тамара Федорівна
Іваницька (Федяніна) Тамара Федорівна — радянський, український кінооператор.

## Біографічні відомості
Народилася 13 січня 1947 р. у м. Прокоп'євськ Кемеровської області в родині робітника. 
Закінчила операторський факультет Всесоюзного державного інституту кінематографії (1970). 
З 1975 р. працює на «Київнаукфільмі» у творчому об'єднанні мультиплікації.
Член Національної спілки кінематографістів України.

## Фільмографія
Зняла стрічки:
- «Казка про яблуню» (1974),
- «А нам допоможе робот...» (1975),
- «Казки про машини» (1975),
- «Козлик та його горе» (1976),
- «Козлик та ослик» (1976),
- «Хто в лісі хазяїн?» (1976),
- «Тато, мама і золота рибка» (1976),
- «Нікудишко» (1977),
- «Курча в клітиночку» (1978),
- «Свара» (1978),
- «Кольорове молоко» (1979)
- «Пригода на дачі» (1980)
- «Ой, куди ж ти їдеш?» (1988)
- «Недоколисана» (1989) та ін.